# Oxyrhopus guibei
Oxyrhopus guibei (несправжня коралова змія Гібе) — вид змій родини полозових (Colubridae). Мешкає в Південній Америці. Вид названий на честь французького герпетолога Жана Гібе.

## Поширення і екологія
Несправжні коралові змії Гібе мешкають в Бразилії, Болівії, Парагваї і північно-східній Аргентині. Вони живуть у вологих атлантичних лісах, сухих лісах, на відкритих і порушених територіях. Живляться гризунами і ящірками. Відкладають яйця.